# Giovanni Scattone
Giovanni Scattone (Roma, 7 febbraio 1968) è un insegnante italiano, noto per essere colpevole dell'omicidio di Marta Russo, avvenuto all'Università La Sapienza nel 1997, del quale fu riconosciuto responsabile con sentenza definitiva per omicidio colposo.
Fu condannato nel 2003 a 5 anni e quattro mesi di reclusione per omicidio colposo. Assieme a lui venne condannato il collega di studi Salvatore Ferraro (anch'egli, come Scattone, assistente universitario alla cattedra di filosofia del diritto), riconosciuto colpevole di favoreggiamento. Entrambi hanno negato ogni addebito, affermando sempre la loro innocenza.

## Biografia
Giovanni Scattone è figlio di Giuseppe (1926-2003), ingegnere, e fratello di Mauro e Francesco, quest'ultimo docente universitario negli Stati Uniti, presso il Massachusetts Institute of Technology.

### Studi e ricerca filosofica
Laureato in Filosofia (110 e lode con tesi sul rapporto tra mente e corpo) con master in Storia moderna e contemporanea e borsa di studio annuale presso il CNR per discipline giuridiche e politiche, è stato ricercatore universitario e assistente dei professori Bruno Romano e Gaetano Carcaterra; ha conseguito il dottorato di ricerca in "teoria generale del diritto e filosofia della politica", con una tesi su La responsabilità verso le generazioni future. Questioni etiche e giuridiche. Ha pubblicato volumi specialistici e divulgativi, oltre a numerosi articoli su riviste specializzate di filosofia del diritto e bioetica, e conseguito la licenza in Storia della Filosofia presso la Pontificia Università Gregoriana. La sua attività di studio si svolse presso l'Università La Sapienza di Roma, l'Istituto Benincasa di Napoli e la European Academy of Legal Theory di Bruxelles.
Svolse ricerche sui testi di John Locke e Immanuel Kant, in particolare sul legame tra giusnaturalismo, liberalismo e illuminismo, e al rapporto di queste ideologie classiche con le filosofie di Karl Popper, Benedetto Croce, James Rachels e Robert Nozick.

### Il caso giudiziario
A seguito di alcuni rilievi scientifici e di testimonianze, Giovanni Scattone e l'amico e collega Salvatore Ferraro vennero arrestati per concorso in omicidio per il delitto di Marta Russo, studentessa di giurisprudenza all'Università La Sapienza di Roma, vittima di un crimine compiuto all'interno della Città universitaria il 9 maggio 1997, quando la ragazza ventiduenne fu ferita a morte da un colpo di arma da fuoco, morendo quattro giorni dopo in ospedale; assieme a loro fu processato anche Francesco Liparota, poi assolto. Vennero inizialmente accusati di aver voluto compiere un "delitto perfetto" e in seguito di aver sparato per scherzo o per semplice errore.
L'omicidio fu al centro di un complesso caso giudiziario, oggetto di grande copertura mediatica alla fine degli anni novanta, sia per il luogo in cui era stato perpetrato, sia per la difficoltà delle prime indagini, che non riuscivano a delineare un movente.
Durante il procedimento, i periti forensi smontarono molte delle "prove inoppugnabili" (cfr. Omicidio di Marta Russo#Le perizie chimico-balistiche), e alcuni di loro esclusero che il colpo fosse partito dall'aula 6 come affermava Gabriella Alletto. Dopo un lungo e controverso processo, che vide vacillare tutti gli elementi tranne la testimonianza Alletto (col supporto delle testimonianze di Maria Chiara Lipari e Giuliana Olzai), la condanna definitiva arrivò nel 2003, sebbene gli imputati si siano proclamati sempre vittime di un errore giudiziario. Scattone, condannato a 5 anni e quattro mesi per omicidio colposo aggravato dalla colpa cosciente, scontò in tutto due anni e mezzo di carcere e il resto prima in detenzione domiciliare, e poi ai servizi sociali. Salvatore Ferraro fu condannato limitatamente al reato di favoreggiamento personale.
Nella prima sentenza si specifica che Scattone avrebbe esploso un colpo per errore, maneggiando una pistola per motivi ignoti e senza sapere che fosse carica, e Ferraro lo avrebbe coperto, tacendo e portando via l'arma. Il delitto fu definito colposo anche perché Scattone non avrebbe potuto, dalla posizione in cui si sarebbe trovato, esplodere un colpo dopo aver preso la mira. Il terzo indagato, l'usciere e laureando Francesco Liparota, venne assolto dall'accusa di favoreggiamento dalla Cassazione, tramite annullamento senza rinvio. Altri indagati furono assolti in primo grado. Se colpevole di omicidio, sarebbe bastata l'ammissione di aver provocato un incidente per ottenere una pena di ridotta entità: la decisione di non confessare nulla (a Ferraro sarebbe bastato confermare l'accusa contro il collega), pur rischiando teoricamente anche l'ergastolo o comunque anche quasi 20 anni di carcere (come da richiesta dell'accusa), aumentò la convinzione degli innocentisti sull'estraneità. L'avvocato di parte civile rispose affermando che non avrebbero confessato "l'incidente" per paura di rivelare la provenienza della pistola, secondo lui "sporca" e proprietà di "qualcuno di importante".
Polemiche, anche tra alcuni innocentisti, ci furono prima della sentenza del 2003 quando Scattone e il suo avvocato suggerirono, senza seguito tra gli inquirenti, di ritornare sulla pista terroristica e di indagare le Nuove Brigate Rosse, in particolare un ex dipendente delle imprese di pulizia della Sapienza (che lavorava anche nei luoghi da cui potrebbe essere partito il colpo), Paolo Broccatelli, arrestato quell'anno e condannato poi per associazione sovversiva nel processo per l'omicidio di Massimo D'Antona. In un articolo del 2007, scritto per l'Europeo, Scattone torna sulla propria versione e le piste alternative, considerando ancora le nuove BR come proposta su cosa sia davvero successo il 9 maggio 1997, ricordando che era anche l'anniversario della morte di Aldo Moro (9 maggio 1978); subito si era parlato, già il 10 maggio, di un gesto terroristico con errore di obiettivo o responsabilità di altri (cfr. le piste alternative), così come subito fu battuta la pista delle imprese di pulizia.
Dopo la condanna definitiva, la Cassazione decise di non infliggere pene accessorie, cancellando l'interdizione all'insegnamento per Scattone, in quanto ritenuto responsabile di delitto non volontario. Gli viene quindi accordata la riabilitazione penale, a decorrere dal giorno della fine della pena, con revoca dell'interdizione dai pubblici uffici e restituzione dei diritti civili e politici. Scattone ha continuato a proclamare la sua innocenza, chiedendo anche la revisione processuale: «Ho la coscienza pulita, perché sono innocente e con l'omicidio di Marta Russo io non c'entro. [I genitori di Marta] sono sempre stati colpevolisti e questo per me è un grande dolore», disse nel 2011, dopo la condanna in sede civile.

### Il caso mediatico
Il processo contro Scattone e Ferraro, in particolare nel decennio successivo il caso pubblico di Scattone, divenuto insegnante di Liceo, rappresentò il primo caso di processo mediatico italiano moderno. Su di esso furono pubblicati libri che analizzavano il caso dell'omicidio di Marta Russo e il processo seguente dal punto di vista giudiziario e sociale.
Si erano già avuti numerosi casi di questo tipo, ma con l'eccezione dei fatti che coinvolsero l'anarchico Pietro Valpreda (incriminato e assolto per la strage di piazza Fontana), era la prima volta che compariva un'operazione di "creazione dei mostri" a livello giudiziario e soprattutto nei quotidiani e nelle televisioni. Fu da subito un processo mediatico, con l'opinione pubblica divisa tra innocentisti e colpevolisti, come se ne sarebbero visti altri in seguito.
Fu il francesista Alberto Beretta Anguissola a fare un paragone con l'affare Dreyfus. Beretta Anguissola, Guido Vitiello, Gian Antonio Stella e altri hanno descritto come un "cerimoniale di degradazione pubblica" la campagna-stampa contro Scattone e Ferraro, in particolare la mancata riabilitazione ufficiale con dichiarazione di innocenza dei due, sebbene condannati solo per un delitto colposo l'uno e per favoreggiamento l'altro.
Sebbene una parte dell'opinione pubblica fosse divenuta favorevole a Scattone (per l'innocenza o per il suo reinserimento), è rimasta una forte componente colpevolista e ostile, al punto da subire intimidazioni e insulti molti anni dopo i fatti.
Tale processo mediatico cominciò subito dopo il loro arresto: si disse, da parte della procura di Roma, che una ventina di studenti (in realtà solo alcuni avevano accennato cose del genere) testimoniarono che il "delitto perfetto", su cui avrebbero tenuto anche un seminario, era ricorrente nei discorsi dei due assistenti universitari.
 Questo fatto spinse subito parte della stampa e della televisione ad una sorta di accanito linciaggio mediatico dei due principali sospettati.
Dopo il video dell'interrogatorio della testimone dell'accusa Gabriella Alletto, sottoposta a fortissime pressioni, intervenne il Presidente del Consiglio Romano Prodi definendo l'atteggiamento dei pubblici ministeri "una vicenda gravissima" e ci furono interrogazioni parlamentari in cui si accusò, sulla base di "indiscrezioni", di avere sottoposto la testimone-chiave all'ipnosi regressiva per generare falsi ricordi. Il COPASIR dichiarò illegittimo l'uso dei servizi segreti nel caso. I due magistrati Italo Ormanni e Carlo Lasperanza furono messi sotto indagine per abuso d'ufficio e violenza privata. 

Scattone, Ferraro e Liparota denunciarono anche atti violenti perpetrati contro di loro dalla polizia.
Dopo la sentenza di primo grado, Scattone e Ferraro, nel frattempo scarcerati nel 1999 e posti prima agli arresti domiciliari e in seguito in libertà per scadenza dei termini della custodia, furono illecitamente invitati in esclusiva a Porta a Porta dietro compenso di 130 milioni di lire ciascuno. Agostino Saccà, al tempo direttore di Rai 1, fu indagato in concorso con altri per «mancata esecuzione dolosa di un provvedimento del giudice» che aveva vietato tali pagamenti; i compensi, che Scattone e Ferraro intendevano utilizzare per coprire parte delle ingenti spese legali, furono sequestrati per un periodo.. Anche il direttore del TG1 Giulio Borrelli realizzò alcune interviste retribuite a Scattone e Ferraro.
Tale campagna stampa continuò in seguito, soprattutto contro Scattone, ogni volta che assumeva un nuovo lavoro come insegnante supplente di scuola superiore.

### Attività successiva
Scontata la pena, prima in carcere (fino al 2004) poi ai servizi sociali (nella riabilitazione dei disabili) fino al 2006, e non più interdetto dai pubblici uffici, Giovanni Scattone lavorò come insegnante di liceo supplente; nel 2011 ottenne una supplenza in storia e filosofia presso il liceo scientifico Cavour di Roma, dove aveva studiato Marta Russo, generando pareri contrastanti tra insegnanti, genitori e studenti riguardo alla sua riammissione all'insegnamento.
Non essendo stato interdetto dai pubblici uffici (l'interdizione dall'insegnamento venne revocata dalla Cassazione), né privato di diritti civili e politici in quanto colpevole di delitto colposo e non doloso, poté essere assunto.
Dopo un periodo di polemiche accese, Scattone decise di abbandonare l'incarico, nonostante fosse la sua principale fonte di sostentamento nonché di pagamento dei risarcimenti civili e processuali. Tornò poi a insegnare filosofia nel liceo Primo Levi, e in anni successivi come insegnante supplente di materie umanistiche in altri licei.
Ci furono alcune manifestazioni di protesta contro Scattone da parte di giovani di estrema destra del gruppo Lotta Studentesca (Forza Nuova), ripetute in anni successivi, e dichiarazioni di studenti e genitori in difesa di Scattone.
Ha scritto inoltre due libri di divulgazione filosofica.
Nel 2015 ottiene una cattedra in psicologia all'istituto Einaudi di Roma, diventando insegnante di ruolo, a seguito del superamento nel 2012 del relativo concorso a cattedra. Rinuncia tuttavia all'incarico pochi giorni dopo affermando di aver perso la serenità necessaria per quel tipo di lavoro, in seguito alle polemiche accanite suscitate dalla stampa e dai social network; ha deciso anche di abbandonare l'attività di insegnante. Riguardo alla vicenda, ha ricevuto invece la solidarietà di Roberto Saviano e Sergio Staino (che gli ha dedicato una vignetta di "Bobo" su l'Unità) i quali ne hanno difeso il diritto al reinserimento lavorativo, oltre che di altri che in passato lo avevano difeso, come l'innocentista Marco Taradash.
Il "pentito" ed ex membro della Banda della Magliana (all'epoca venne battuta anche la pista della criminalità organizzata) Antonio Mancini (collaboratore anche nel caso Orlandi) ha espresso a livello personale la convinzione dell'innocenza di Scattone, senza però portare prove a sostegno: «Piuttosto, ascolti bene... le verità processuali non sono mai quelle storiche. Penso a quel poveretto, Scattone, che non vogliono che insegni al liceo, quando secondo me non c'entra neanche con il delitto all'università e, comunque, ha scontato l'intera pena».
Dopo il licenziamento, Scattone ha lavorato come traduttore, correttore di bozze e ghost writer.

## Vita privata
Giovanni Scattone sposò nel 2001 Cinzia Giorgio, scrittrice e sceneggiatrice. In conseguenza della vicenda giudiziaria, il matrimonio fu al centro dell'attenzione dei mass media (che definirono la moglie "una sua fan", in quanto aveva, dopo averlo visto in televisione, intrapreso una corrispondenza tramite un amico con lui e con Ferraro, e organizzato numerose raccolte fondi per provare l'innocenza dell'assistente universitario, seguendo anche tutte le udienze del processo); lei sostiene da sempre l'innocenza del marito, e lo ha ribadito anche nel 2011, in seguito a nuove accuse pubbliche da parte dei genitori di Marta Russo (i quali credono da sempre alla verità processuale, cioè che Scattone sia l'assassino della figlia, e che Ferraro abbia cercato di coprirlo) dopo la sentenza civile di risarcimento danni e la riammissione di Scattone all'insegnamento.

## Opere

### Pubblicazioni scientifiche
- Recensione a Matteini, Maria, MacIntyre e la rifondazione dell'etica, Roma, Città Nuova, 1995, pp. 160, su Rivista internazionale di filosofia del diritto, 1997
- J. Rachels sull'uccidere e il lasciar morire, su Bioetica, 1995
- Problemi di giustizia intergenerazionale, 2-1, su Filosofia e questioni pubbliche, 1996, pp. 196–202
- Recensione a G. Neri, Eutanasia, su Rivista internazionale di filosofia del diritto, Volume 73, 1996, pp. 222–224
- Etica, ragione e legge di Hume, 2-2, su Filosofia e questioni pubbliche, 1996, pp. 161–168
- Recensione a Penco, C.; Sarbia, G. (a cura di), Alle radici della filosofia analitica, Erga, Genova, 1996, pp. 852, su Rivista internazionale di filosofia del diritto, 1997
- La responsabilità verso le generazioni future: questioni etiche e giuridiche, 1998, tesi di dottorato, Università La Sapienza, Roma
- Apriorismo e anarchia contro fallibilismo e stato minimo, con Nicola Iannello, lezione per Amici della Fondazione Einaudi di Roma, 2003
- Liberalismo, liberismo e globalizzazione su Rivista della scuola superiore dell'economia e delle finanze, 2004
- Su alcuni aspetti filosofici e giuridici del silenzio, su Rivista della scuola superiore dell'economia e delle finanze, 2005
- Dai sentieri interrotti alle rotatorie: riflessioni sparse sulla filosofia del traffico, in Rivista Leussen, 2013

### Opere in collaborazione
- Il tempo perduto, in P. Ciardella, M. Gronchi (a cura di), Il corpo, ed. Paoline, 2006
- La paura tra liberalismo e totalitarismo, in AA.VV. e B. Coccia (a cura di), L'Europa contemporanea tra la perdita delle radici e la paura del futuro, Apes, 2007
- Il borghese inesistente. A partire da un saggio di Benedetto Croce in: Borghesia, con L. D'Orazio, F. Pizzuti, F. Salsano, M. L. Pulito, a cura di B. Coccia, Istituto di Studi Politici S. Pio V, Apes, 2010, ISBN 978-88-7233-058-6
- Thomas S. Kuhn: rivoluzioni scientifiche, tensione essenziale e principio di analogia, in AA.VV., Modernità e Metafisica - Leussein. Rivista di studi umanistici anno III, Edizione 2, Associazione Culturale «Leusso», GAIA srl - Edizioni Universitarie Romane, 2011
- Recensione a: Donatella Di Cesare, Heidegger e gli ebrei. I quaderni neri, in AA. VV., Guerra per immagini. Dal mito di Cadmo al terrore dell’ISIS, Leussein, Associazione Culturale «Leusso», 2015

### Saggi divulgativi
- Due filosofie della libertà: Karl Popper e Robert Nozick, Rubbettino editore, 2002, contenente Diritto e razionalità in Karl Popper e La filosofia politica di Robert Nozick
- Introduzione alla filosofia contemporanea. Da Kant a Derrida, UNI Service, 2007, ISBN 978-88-6178-002-6

### Altre pubblicazioni
- Assassino sconosciuto, su l'Europeo, 2007